# Przeborowo
Przeborowo [pronunciación en polaco: /pʂɛbɔˈrɔvɔ/] es una aldea ubicada en el distrito administrativo de Gmina Drezdenko, dentro del condado de Strzelce-Drezdenko, voivodato de Lubusz, en el oeste de Polonia. Se encuentra a unos 13 kilómetros al noreste de Drezdenko, a 30 kilómetros al este de Strzelce Krajeńskie, y a 53 kilómetros al noreste de Gorzów Wielkopolski.